# Producent (serial telewizyjny)
Producent (kor. 프로듀사, MOCT: Peurodyusa) – południowokoreański serial telewizyjny emitowany przez stację KBS2 od 15 maja do 20 czerwca 2015 roku i składa się z 12 odcinków. Główne role odgrywają w nim Kim Soo-hyun, Cha Tae-hyun, Gong Hyo-jin oraz IU.
Serial jest dostępny z napisami w języku polskim za pośrednictwem platformy Viki, pod tytułem Producent.

## Obsada
- Kim Soo-hyun jako Baek Seung-chan
- Cha Tae-hyun jako Ra Joon-mo
- Gong Hyo-jin jako Tak Ye-jin
- IU jako Cindy